# Fiore commestibile

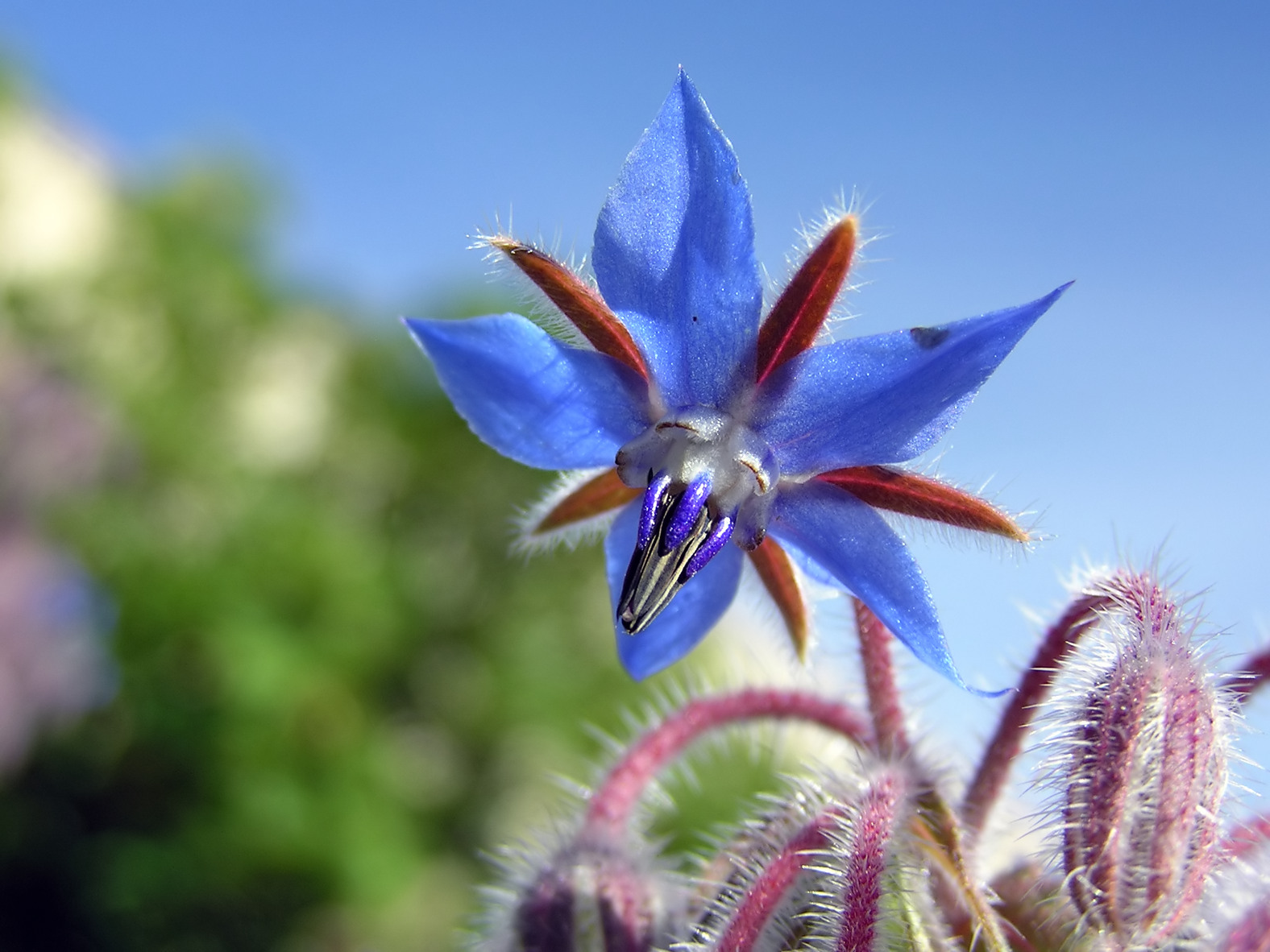
La pianta della borragine ha fiori commestibili.

Per fiore commestibile, edibile o edule si intende un fiore che può essere consumato in sicurezza. In casi particolari, i fiori possono sostituire gli ortaggi e diventare l'ingrediente principale o il condimento di un pasto. Inoltre, alcuni fiori possono essere utilizzati come vere e proprie erbe. Alcuni di essi costituiscono un ingrediente di varie cucine dell'Asia dell'Europa, e del Medio Oriente.

## Caratteristiche
Oltre a contribuire ad aromatizzare i piatti, i fiori costituiscono un ingrediente culinario decorativo e creativo grazie ai loro colori vivaci. Vengono utilizzati come ingrediente o decorazione per insalate, bevande, tisane e vini. Vengono anche usati per guarnire le creme, il burro, le conserve di frutta, l'aceto, i piatti marinati e vari condimenti.
I fiori vengono anche consumati per il sostentamento. Sebbene alcuni di essi siano tecnicamente commestibili, sono tutt'altro che appetibili. Un esempio di fiore di alto valore nutrizionale è il dente di leone, i cui fiori contengono grandi quantità di polifenoli e antiossidanti e possiedono proprietà antinfiammatorie e anti-angiogeniche.

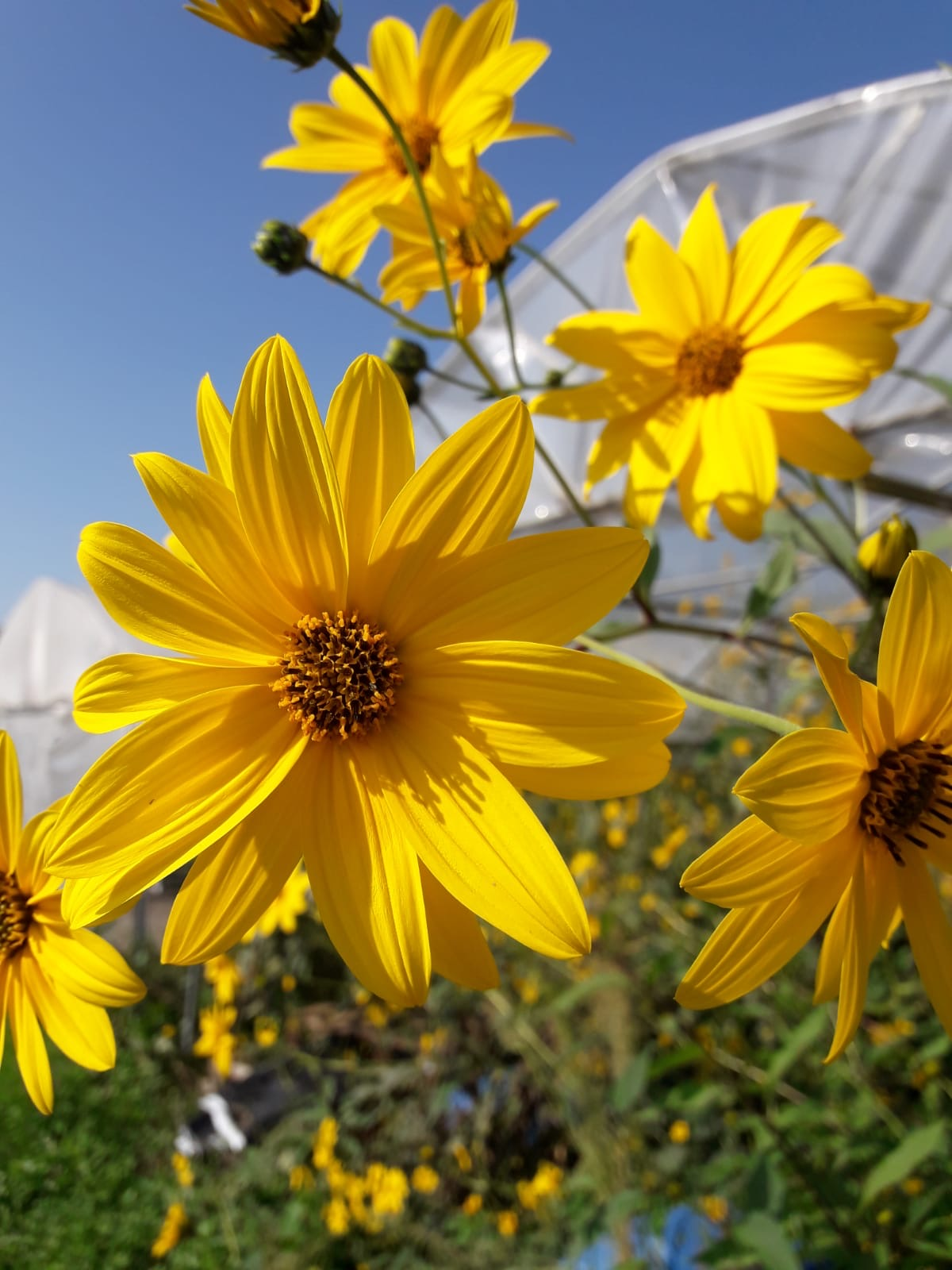
Fiori di Topinambur, con l'infiorescenza a capolino.

I fiori con il sapore migliore sono quelli freschi e quelli raccolti all'inizio della giornata. I fiori appassiti e i germogli non aperti della maggior parte delle specie hanno invece un aroma amaro e sgradevole. Il gusto e il colore del nettare varia nettamente tra le diverse specie di fiori; di conseguenza, il miele può variare di colore e sapore a seconda delle specie di fiori. Molte specie possono essere consumate intere, ma alcune hanno parti amare come, ad esempio, gli stami e gli steli.

## Rischi

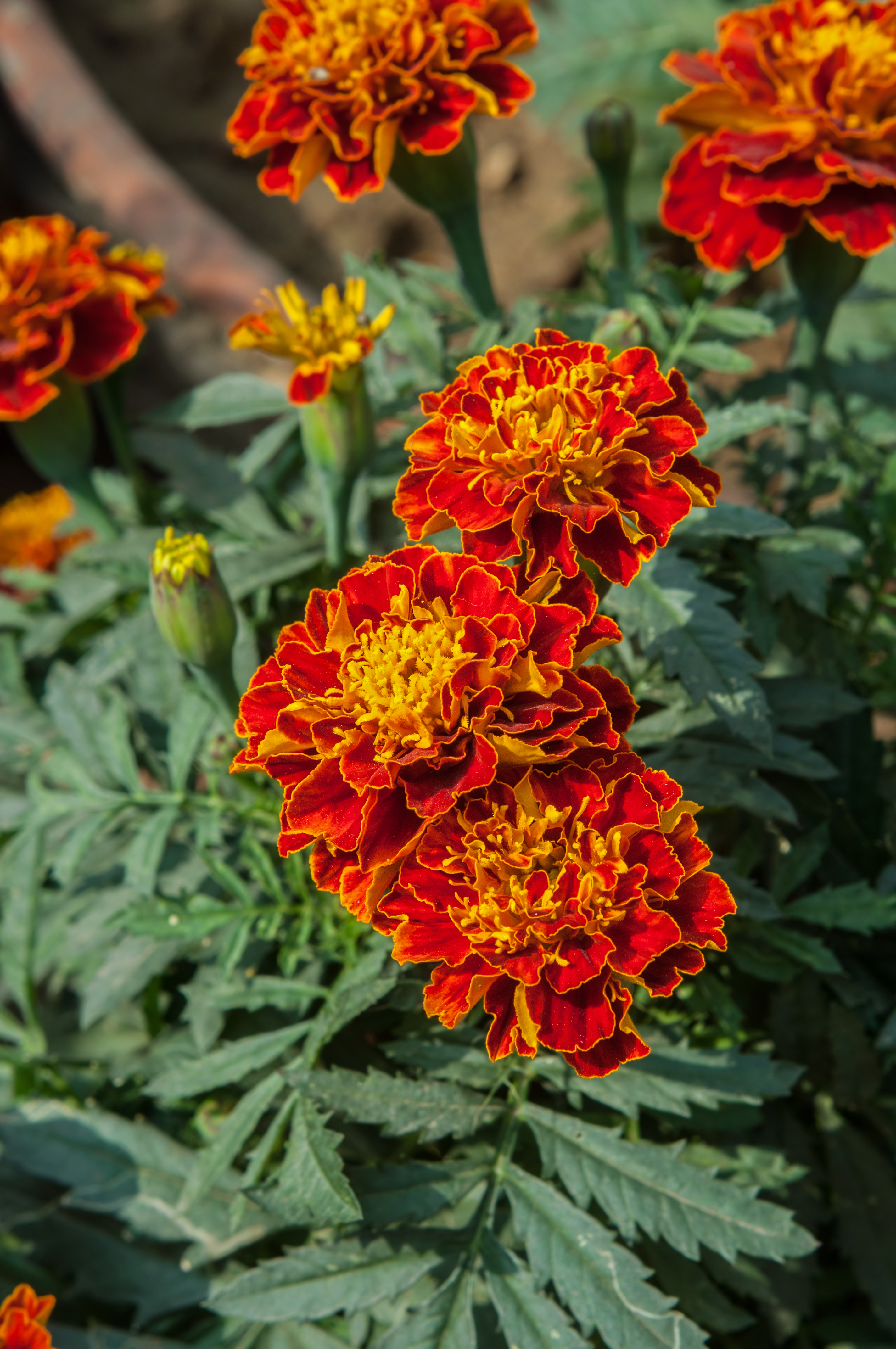
Benché le calendule spagnole siano commestibili, il loro consumo eccessivo può danneggiare l'organismo.

Esistono anche fiori che possono essere mangiati ma solo in piccole quantità. Ad esempio, quello del melo contiene precursori del cianuro, quelli della viola del pensiero contengono invece le saponine. La borragine e l'emerocallide sono diuretici mentre l'asperula contribuisce a fluidificare il sangue. I fiori di tiglio sono commestibili in piccole quantità mentre un loro consumo eccessivo può causare danni al cuore. Le calendule spagnole possono essere dannose in grandi quantità e solo alcune delle loro varietà hanno un sapore piacevole.
I fiori tossici vengono facilmente scambiati per varietà commestibili e le specie sicure e non sicure non correlate possono condividere un nome comune. Varie piante non tossiche possono causare gravi allergie in alcune persone. I fiori delle piante ornamentali o da giardino non sono destinati all'alimentazione.